# جوائز غوثام
جوائز جوثام هو حفل جوائز يقام سنويا لصانعي الأفلام المستقلة في مدينة نيويورك.

## وصلات خارجية
- gotham.ifp.org, the awards' official website
- جوائز غوثام على موقع IMDb (الإنجليزية)